# Саут-Кингстаун
Саут-Кингстаун (англ. South Kingstown) — город в штате Род-Айленд (США). Административный центр округа Вашингтон. В 2020 году в городе проживали 31 931 человека. а территории города в деревне Кингстон находится Род-Айлендский университет, основанный в 1892 году, он играет важную роль в экономической и культурной жизни города.

## Географическое положение
Саут-Кингстаун расположен к западу от озера Пойнт-Джудит и простирается к северу от пролива Блок-Айленд. Площадь — 206,6 км², из которых 147,9 км² — суша, а 58,7 км² — вода.

## История
До прибытия европейских поселенцев коренные американцы племени наррагансетт проживали на территории, которая сейчас является Саут-Кингстауном. Их миграционный образ жизни сезонно концентрировался у берегов прудов и океанов, где они ловили рыбу и моллюсков и сажали сельскохозяйственные культуры, и в лесах, в которых охотились и занимались собирательством. В 1641 году на территорию прибыли европейские поселенцы, и около 1757-58 годов они приобрели земли будущего города. Поселение Кингс-Таун было создано в 1674 году. 19 сентября 1675 года на территории города произошло одно из решающих сражений войны короля Филипа. В 1686–1689 годах город назывался Рочестером, а в 1722–1723 годах он был разделен на Норт-Кингстаун и Саут-Кингстаун. В 1888 году узкая полоса земли вдоль восточного берега реки Петтакуамскут до берега залива Наррагансетт отделилась от Саут-Кингстауна в отдельный город Наррагансетт.

## Население
| Год переписи | Нас.  |  | %±     |
| ------------ | ----- |  | ------ |
| 1790         | 4131  |  | —      |
| 1800         | 3438  |  | −16,8% |
| 1810         | 3560  |  | 3,5%   |
| 1820         | 3723  |  | 4,6%   |
| 1830         | 3663  |  | −1,6%  |
| 1840         | 3717  |  | 1,5%   |
| 1850         | 3807  |  | 2,4%   |
| 1860         | 4717  |  | 23,9%  |
| 1870         | 4493  |  | −4,7%  |
| 1880         | 5114  |  | 13,8%  |
| 1890         | 4823  |  | −5,7%  |
| 1900         | 4972  |  | 3,1%   |
| 1910         | 5176  |  | 4,1%   |
| 1920         | 5181  |  | 0,1%   |
| 1930         | 6010  |  | 16%    |
| 1940         | 7282  |  | 21,2%  |
| 1950         | 10148 |  | 39,4%  |
| 1960         | 11942 |  | 17,7%  |
| 1970         | 16913 |  | 41,6%  |
| 1980         | 20414 |  | 20,7%  |
| 1990         | 24631 |  | 20,7%  |
| 2000         | 27921 |  | 13,4%  |
| 2010         | 30639 |  | 9,7%   |
| 2020         | 31931 |  | 4,2%   |

В 2020 году в городе проживало 31 931 человека, насчитывалось 10 790 домашних хозяйств. Население Саут-Кингстауна по возрастному диапазону распределилось следующим образом: 15,7 % — жители младше 18 лет, 63,4 % — от 18 до 65 лет и 20,9 % — в возрасте 65 лет и старше. Медианный возраст — 39,1 лет. Расовый состав: белые — 85,7 % и представители двух и более рас — 4,9 %. Высшее образование имели 56,6 %.
В 2020 году медианный доход на домашнее хозяйство оценивался в 90 427 $, на семью — 102 242 $. 6,5 % от всей численности населения находилось на момент переписи за чертой бедности. 59,6 % работали в частных компаниях, 4,2 % — самозанятые, 10,3 % были сотрудниками частных некоммерческих организаций, 20,1 % были государственными служащими, 5,8 % были самозанятыми в собственном незарегистрированном бизнесе или домашнем хозяйстве.